# MROイブニングニュース
『MROイブニング・ニュース』（エムアールオー イブニング・ニュース）は、2005年3月28日から2007年12月27日まで北陸放送（MROテレビ）で夕方に放送されていたローカルワイドニュース番組（TBS発『JNNイブニング・ニュース』の石川県ローカルパート）。
『MRO NEWS ON 6』の後番組として放送。2008年1月4日から2009年3月27日までは『MROニュースランナー』と題して放送された。

## 放送時間
いずれも日本標準時。
- 月曜日 - 木曜日 18:16 - 18:55（2005年3月28日 - 2007年3月30日） - 金曜日の夕方には『金沢発evening 5』を放送。
- 月曜日 - 金曜日 18:16 - 18:55（2007年4月2日 - 2007年12月27日）

## キャスター

### メインキャスター
- 橘俊江（当時MROアナウンサー） - 2007年3月までは月曜日 - 木曜日担当。その後は月曜日 - 金曜日担当。
- 沼田憲和（当時MROアナウンサー） - 月曜日 - 木曜日担当。

### スポーツキャスター
- 糸川雅子

## 番組内容
注目ニュース
番組のはじめに流されていた。
県内ニュース
上記「注目ニュース」の後に放送。
特集
「わいわいキッズ」「これってなんで屋」「the Rec」などの特集を放送。
スポーツ
evening FLASH
県内ニュースほかを手短に伝えるコーナー。
お天気コーナー
｢ヤン坊マー坊・天気予報｣のタイトルが入る。